# Phaneta ambodaidaleia
Phaneta ambodaidaleia is een vlinder uit de familie van de bladrollers (Tortricidae). De wetenschappelijke naam van de soort is voor het eerst geldig gepubliceerd in 1983 door William E. Miller.

## Type
- holotype: "female"
- instituut: USNM, Smithsonian Institution, Washington, U.S.A.
- typelocatie: "USA, South Carolina, Berkeley County, Wedge Plantation.